# Grânari
Grânari (węg. Nagymoha) – wieś w Rumunii, w okręgu Braszów, w gminie Jibert. W 2011 roku liczyła 391 mieszkańców.